# Pomezí (Svitavyi járás)
Pomezí település Csehországban, a Svitavyi járásban. Pomezí Polička, Květná, Vendolí, Radiměř és Stašov településekkel határos. Lakosainak száma 1306 fő (2024. január 1.).

## Népesség
A település lakosságának változását az alábbi diagram mutatja:
| Lakosok száma | 1667 | 1828 | 1879 | 1277 | 1129 | 1058 | 1217 | 1247 | 1264 | 1306 |
|               | 1869 | 1890 | 1921 | 1950 | 1980 | 2001 | 2017 | 2019 | 2022 | 2024 |